# Février 1816

## Événements
- 9 février : à Saint-Pétersbourg, fondation de la société sécrète l’Union du salut[1], recrutant parmi les officiers libéraux (Mouraviov, Troubetzkoy, Pestel) et réclamant une constitution.

- 17 février : René Laennec invente le stéthoscope[2].

- 22 février : victoire espagnole sur les insurgés colombiens à la bataille de Cachirí[3].

- 28 février, Guerre anglo-népalaise : le Népal est vaincu par les Britanniques à Makwanpur[4].

- 29 février : lettre de Wellington signalant au roi Louis XVIII le danger de débats parlementaires mettant en péril « le budget sur lequel toute l’Europe est essentiellement intéressée ».

## Naissances
- 7 février : Jean Frédéric Frenet (mort en 1900), mathématicien, astronome et météorologue français.
- 27 février :
  - Gustave Charles Ferdinand de Bonstetten, archéologue suisse († 9 mars 1892).
  - « Desperdicios » (Manuel Domínguez), matador espagnol († 6 avril 1886).

## Décès
- 6 février : Gerrit Malleyn, peintre néerlandais (° 1er janvier 1773).
- 16 février :
  - Innocenzo Ansaldi, poète, écrivain, historien de l’art et peintre italien (° 12 février 1734).
  - Abel Burja (né en 1752), pasteur protestant et inventeur allemand.